# Guðni Thorlacius Jóhannesson
Guðni Thorlacius Jóhannesson, islandski politik, * 26. junij 1968, Reykjavik.
V letih 2016 do 2024 je bil predsednik Islandije.

## Življenjepis

### Zgodnje življenje
Rodil se je mami novinarki in očetu športnemu inštruktorju. V mladosti je igral rokomet. Leta 1991 je na Univerzi v Warwicku v Angliji diplomiral iz zgodovine in politologije, leta 1997 pa je magistriral iz umetnostne zgodovine Univerzi Islandije. Na univerzitetni ravni je študiral tudi nemščino in ruščino, leta 1999 pa na Univerzi v Oxfordu končal magisterij iz zgodovine. Leta 2003 je iz zgodovine tudi doktoriral, in sicer na Univerzi v Londonu.
Kasneje je deloval kot predavatelj na več univerzah, med njimi na islandski, londonski in Univerzi Bifröst, predvsem kot strokovnjak za islandsko zgodovino. Že v času študija je v islandščino prevedel nekaj del Stephena Kinga. Od leta 2011 do 2015 je bil Guðni predsednik islandskega zgodovinskega društva Sögufélag. V islandski javnosti je bil izjemno poznan, predvsem zaradi vloge komentatorja notranjepolitičnega dogajanja, sploh v času afere Panamski dokumenti, ki je zaradi podjetja v davčnih oazah odnesla islandskega premierja Sigmundurja Davíða Gunnlaugssona.[3]

### Predsednik Islandije
5. maja 2016 je bil izvoljen za 6. predsednika Islandije in na tem mestu zamenjal Ólafurja Grímssona, ki je otoški državi predsedoval dvajset let. Jóhannesson je nastopil kot neodvisen kandidat in osvojil 39,1 % glasov. Ob izvolitvi je bil star 48 let, kar pomeni, da je najmlajši predsednik Islandije. Prva težka naloga, ki ga je doletela kot predsednika, je bilo imenovanje nove vlade, saj v času politične nestabilnosti v parlamentu ni bilo mogoče zagotoviti zadostne večine. Gordijski vozel je presekala Katrín Jakobsdóttir, ki je postala nova premierka.
Jóhannesson je kot predsednik veliko pozornosti vzbudil leta 2017, ko je med obiskom neke srednje šole izjavil, da bi prepovedal ananas na pici, saj ga ne mara. Mediji so izjavo hitro povzeli, Jóhannesson pa se je obranil, da je šlo za šalo in da takšne pristojnosti nima.
Za ponovni mandat se je potegoval tudi na islandskih predsedniških volitvah 2020. Izzval ga je le neodvisni kandidat Guðmundur Franklín Jónsson. Jóhannesson je prejel 150.913 glasov oz. 92,2 %. 28. avgusta 2022 se je mudil na uradnem obisku v Sloveniji, čez nekaj dni pa je bil tudi eden od gostov Blejskega strateškega foruma. Za ponovno kandidaturo na volitvah 2024 se ni odločil.

### Zasebno
Ima dva brata: Patrekur Jóhannesson je nekdanji islandski rokometni reprezentant, bil pa je tudi trener avstrijske reprezentance. Med študijem v Londonu je spoznal svojo bodočo ženo, kanadčanko Elizo Jean Reid, s katero štiri otroke, še eno hčerko pa iz prejšnje zveze. 